# Zafiro (cantante chilena)
Magaly Elizabeth Ayala Acevedo (Santiago de Chile, el 20 de mayo de 1984), más conocida como Zafiro, es una cantante chilena.

## Biografía
Zafiro es hija de la cantante de música tropical Magaly Acevedo, por eso sintió pasión por la música y decidió participar en el Festival Viña del Mar en 1986. 
Con diez años, Zafiro grabó su primer álbum discográfico titulado Zafiro y los merenguitos, que solo contenía temas musicales con temáticas infantiles a ritmo de merengues. Una de las canciones de este disco, fue una de las identificaciones clave del programa infantil Sábado gigante, conducido por el presentador de televisión Don Francisco.

### Carrera
Antes de dedicarse a la música, Zafiro trabajó como locutora de radio en un programa de música tropical. 
En 2003 se mudó Suecia y allí empezó a colaborar con DJ Méndez, cantante de su país. 
Fue concursante de un programa de talentos de televisión llamado Rojo, transmitido por la red televisiva de TVN en 2006.
En 2010, con el apoyo de Gustavo Pinochet en la composición y con la producción del sello discográfico de Feria Music, creó un disco de música tropical. En 2016 se adaptó a otros géneros musicales, como la balada pop y la bachata, como su sencillo  «Ya no soy de ti», lanzado ese mismo año y con el que logró ocupar los primeros lugares de las listas de los rankings radiales dentro y fuera de su país. En 2017, publicó el sencillo «Ahora Vuelves».

## Discografía

### Álbum
- Zafiro y los merenguitos (1994).
- La princesa (2010).

### Sencillos sin álbum
- «La roja sale a ganar» —para la selección chilena—.
- «Yo quiero».
- «Pachanga feat. Pegy Montana (Croni k)».
- «Quitame la respiración».
- «Cariño mio».
- «Ya no soy de ti» (2016).
- «Ahora vuelves» (2017).